# Fawzi Benkhalidi
Fawzi Benkhalidi (àrab: فوزي بن خالدي)  (Algèria, 3 de febrer de 1963) és un exfutbolista algerià de la dècada de 1980.
Fou internacional amb la selecció d'Algèria amb la qual participà en la Copa del Món de futbol de 1986.
Pel que fa a clubs, destacà a WA Boufarik i USM Alger.